# Ben Shepherd
Ben Shepherd (właśc. Hunter Benedict Shepherd 20 września 1968 w Okinawie, Japonia) – amerykański muzyk, gitarzysta basowy grunge'owego zespołu Soundgarden od roku 1990 aż do rozwiązania grupy w roku 1997, i ponownie od jej zreaktywowania w 2010. Ponadto znany jest z występów w swoich pobocznych projektach, jak Hater i Wellwater Conspiracy.

## Początki
Shepherd urodził się w amerykańskiej bazie wojskowej na Okinawie w Japonii. Jego rodzina przeniosła się do Teksasu i osiedliła w Bainbridge Island w Waszyngtonie, gdzie Shepherd dorastał i grywał z przyjaciółmi w różnych punkrockowych zespołach. Po skończeniu szkoły średniej pracował m.in. jako stolarz. Wkrótce jednak został roadie zespołu grunge'owego Nirvana i grał w Tic Dolly Row wraz z Chadem Channingiem. Wziął udział w przesłuchaniu na miejsce gitarzysty w zespole Nirvana, jednak nie został wybrany.
Do roli basisty zespołu Soundgarden po raz pierwszy zgłosił się w roku 1989, tuż po odejściu Hiro Yamamoto, jednak jego kandydatura została odrzucona, ponieważ uważano, że nie potrafi grać wystarczająco dobrze. Nowym basistą zespołu został Jason Everman, jednak z nieznanych powodów został wyrzucony tuż po tym, jak zespół zakończył swoją promocyjną trasę koncertową. Wtedy zatrudniono Shepherda.

## Soundgarden (1990-1997, 2010-obecnie)
Oprócz roli basisty, Shepherd coraz częściej przyjmował na siebie obowiązki wokalisty i twórcy tekstów. Jeśli chodzi o pierwszy studyjny album zespołu na którym wziął udział, Badmotorfinger, Shepherd współtworzył następujące utwory: "Slaves & Bulldozers" (współtwórca muzyki), "Jesus Christ Pose" (współtwórca muzyki), "Face Pollution" (muzyka) oraz "Somewhere" (muzyka i słowa).
W roku 1994 zespół Soundgarden wydał album Superunknown, na którym pojawiły się utwory Shepherda – "Half" oraz "Head Down". "Head Down" wykazywał wpływy Beatlesów, natomiast "Half" miał indyjski charakter oraz był pierwszym z utworów zespołu, w którym Shepherd zaśpiewał partię pierwszego głosu. W 1996 pojawił się album Down on the Upside, na którym pojawiło się sześć kompozycji Shepherda – "Zero Chance" (muzyka), "Dusty" (muzyka), "Ty Cobb " (muzyka), "Never Named" (muzyka) "Switch Opens" (muzyka) oraz "An Unkind" (muzyka i słowa). Wraz z reaktywacją Soundgarden w 2010 roku, Ben Shepherd ponownie dołączył do zespołu.
W 2010 roku, niepublikowany dotąd utwór "Black Rain" miał swoją ogólnoświatową premierę. Kompozytorem owego utworu jest właśnie Shepherd.

## Po Soundgarden (1997-2010)
Będąc jeszcze członkiem Soundgarden, Shepherd założył wspólnie z Mattem Cameronem projekt Hater, w którym pełnił obowiązki wokalisty i gitarzysty. Z zespołem tym nagrał 2 płyty. Pod koniec 1997 Shepherd zagrał na gitarze basowej w projekcie The Desert Sessions (płyta Volumes 1 & 2). W roku 1998 z nieznanych powodów opuścił projekt Wellwater Conspiracy. Miejsce wokalisty przejął w nim Matt Cameron.
Shepherd ma córkę imieniem Ione. Obecnie mieszka w Seattle w stanie Waszyngton oraz ma dom na Bainbridge Island.

## Dyskografia

### 600 School
- Nagranie na żywo (ok. 1982)

### March of Crimes
- Demo (nagrane ok. 1984)

### Tic Dolly Row
- Nagranie na żywo (1987)

### Soundgarden
- Badmotorfinger (1991)
- Superunknown (1994)
- Songs from the Superunknown (1995)
- Down on the Upside (1996)
- A-Sides (1997)
- Telephantasm (2010)

### Hater
- Hater (1993)
- The 2nd (2005)

### Wellwater Conspiracy
- Declaration of Conformity (1997)